# Willi Anders
Willi Anders († 1971) war ein deutscher Schauspieler und Hörspielsprecher.
Anders war mit der Schauspielerin Veronika Fitz verheiratet. Gemeinsame Tochter ist die Drehbuchautorin Ariela Bogenberger. Er war Alkoholiker und beging Suizid.

## Filmographie
- 1958: Comodia de Christi Resurrectione
- 1958: Die Bernauerin
- 1962: Der Wittiber
- 1962: Waldfrieden
- 1963: Professor Florian
- 1963: Tony Sik Heil!
- 1963: Funkstreife Isar 12
- 1963: Der Komödienstadel:
  - Der Schusternazi
  - Der Geisterbräu
- 1964–1967: Das Kriminalmuseum (4 Folgen)
- 1965: Der Ruepp
- 1965: Die Hexe von Ödach
- 1965: Die Pfingstorgel
- 1965: Bernhard Lichtenberg
- 1966: Kommissar Freytag
- 1966: Geheimagent Tegtmeier
- 1965, 1967: Die seltsamen Methoden des Franz Josef Wanninger (2 Folgen)
- 1967: Flucht ohne Ausweg (TV-Dreiteiler)
- 1967: Kurzer Prozeß
- 1968: Der Glockenstreik
- 1968: Jagdszenen aus Niederbayern
- 1968: Die Ente klingelt um ½ 8
- 1969: Königlich Bayerisches Amtsgericht
- 1969: Der Attentäter
- 1971: Toni und Veronika

## Hörspiele (Auswahl)
Alle hier aufgeführten Hörspiele wurden vom Bayerischen Rundfunk produziert.
- 1951: Joseph Maria Lutz: Birnbaum und Hollerstauden. Ein bayerisches Singspiel – Bearbeitung und Regie: Olf Fischer (Hörspielbearbeitung, Singspiel)
- 1952: Lena Christ: Die Rumplhanni – Bearbeitung und Regie: Peter Glas (Hörspielbearbeitung, Mundarthörspiel)
- 1954: Alois Johannes Lippl: Die Apostelwascher. Ein komisches Oratorium aus Niederbayern (Hans) – Regie: Alois Johannes Lippl (Original-Hörspiel, Mundarthörspiel)
- 1954: August Hinrichs: Der Postraub. Frei nach Siebzehn und zwei (Sepp) – Bearbeitung und Regie: Willy Purucker (Hörspielbearbeitung, Mundarthörspiel)
- 1955: Franz von Kobell: Der Brandner Kaspar schaut ins Paradies (Girgl, Sohn) – Regie: Alois Johannes Lippl (Hörspielbearbeitung, Mundarthörspiel)
- 1958: Ludwig Thoma: Die Hochzeit (2. Teil) (Wirtshausgast, Knecht) – Bearbeitung und Regie: Edmund Steinberger (Hörspielbearbeitung)
- 1958: Ludwig Thoma: Der Schusternazi. Ein Volksstück – Bearbeitung und Regie: Olf Fischer (Hörspielbearbeitung)
- 1958: Georg Lohmeier: Das bayerische Hörspiel: Der Brunnenmacher. Ein bayerisches Hörspiel aus den zwanziger Jahren – Regie: Edmund Steinberger (Originalhörspiel, Mundarthörspiel)
- 1959: Rolf und Alexandra Becker: Neues von Dickie Dick Dickens! (2. Staffel: 11. Folge: Mit allen Wassern gewaschen) (Jack, 2. Feuerwehrmann) – Regie: Walter Netzsch (Originalhörspiel, Kriminalhörspiel)
- 1962: Josef Mooshofer, Wilhelm Michael Riegel, Maximilian Vitus, Walter Netzsch: Der Komödienstadel (Drei Einakter) (Kupfer, Maler) – Regie: Olf Fischer (Hörspiel)
- 1963: Paula Polzschuster, Franz Schaurer, Hans Gruber: Der Komödienstadel (Drei Einakter) (Jackl) – Regie: Olf Fischer (Hörspielbearbeitung)
- 1964: Julius Pohl, Emil Vierlinger: Der Komödienstadel: Der Ehestreik – Regie: Olf Fischer (Hörspielbearbeitung)
- 1966: Ellis Kaut: Meister Eder und sein Pumuckl (45. Folge: Pumuckl und die Weihnachtsüberraschung) – Regie: Jan Alverdes (Originalhörspiel, Kinderhörspiel)
- 1968: Ellis Kaut: Meister Eder und sein Pumuckl (60. Folge: Der Waldspaziergang) – Regie: Jan Alverdes (Originalhörspiel, Kinderhörspiel)
- 1968: Ellis Kaut: Meister Eder und sein Pumuckl (64. Folge: Der silberne Kegel) – Regie: Jan Alverdes (Originalhörspiel, Kinderhörspiel)
- 1969: Hans Obermayr: Bayerische Szene: Der Tausch (Höllbauer) – Bearbeitung und Regie: Hellmuth Kirchammer (Originalhörspiel)

Quelle: ARD-Hörspieldatenbank